# Familjen Bridgerton
Familjen Bridgerton (originaltitel: Bridgerton) är en amerikansk dramaserie skapad av Chris Van Dusen och producerad av Shonda Rhimes för Netflix. Serien är baserad på romaner av Julia Quinn och utspelar sig i överklassmiljö i London på 1810-talet. Den hade premiär på Netflix den 25 december 2020.
I serien får man följa familjen Bridgerton som består av Violet, Lady Bridgerton (Ruth Gemmell), hennes fyra söner Anthony (Jonathan Bailey), Benedict (Luke Thompson), Colin (Luke Newton) och Gregory (Will Tilston), samt hennes fyra döttrar Daphne (Phoebe Dynevor), Eloise (Claudia Jessie), Francesca (Ruby Stokes) och Hyacinth (Florence Hunt). Man får även följa familjen Featherington som består av Portia, Lady Featherington (Polly Walker), hennes make baron Archibald Featherington (Ben Miller) samt deras tre döttrar Philippa (Harriet Cains), Prudence (Bessie Carter) och Penelope (Nicola Coughlan).

## Rollista i urval
- Adjoa Andoh – Lady Danbury
- Jonathan Bailey – Anthony, Viscount Bridgerton
- Phoebe Dynevor – Daphne Bridgerton, the fourth Bridgerton child and elde
- Ruby Barker – Marina Thompson
- Regé-Jean Page – Simon Basset, Duke of Hastings
- Sabrina Bartlett – Siena Rosso
- Harriet Cains – Philippa Featherington
- Bessie Carter – Prudence Featherington
- Nicola Coughlan – Penelope Featherington
- Ruth Gemmell – Violet, Dowager Viscountess Bridgerton
- Florence Hunt – Hyacinth Bridgerton
- Claudia Jessie – Eloise Bridgerton
- Ben Miller – Archibald, Baron Featherington
- Luke Newton – Colin Bridgerton
- Golda Rosheuvel – Drottning Charlotte
- Luke Thompson – Benedict Bridgerton
- Will Tilston – Gregory Bridgerton
- Polly Walker – Portia, Baroness Featherington
- Julie Andrews – Lady Whistledown (röst)